# Clytra bodemeyeri
Clytra bodemeyeri (лат.) — вид листоедов (Chrysomelidae) из подсемейства клитрины (Clytrinae). Встречается в Малой Азии и Ираке.